# Departamento de General Taboada
Departamento de General Taboada är en kommun i Argentina.   Den ligger i provinsen Santiago del Estero, i den norra delen av landet, 800 km nordväst om huvudstaden Buenos Aires.
Trakten runt Departamento de General Taboada består i huvudsak av gräsmarker. Runt Departamento de General Taboada är det mycket glesbefolkat, med 6 invånare per kvadratkilometer.